# Соколово (Тамбовская область)
Соколо́во — село в Кирсановском районе Тамбовской области. Центр Соколовского сельского поселения.

## География, расположение, климат
Село находится на берегу реки Большая Ира, в бассейне реки Вороны. В селе одиннадцать улиц.
Расстояние до
- районного центра: Кирсанов 26 км.
- областного центра Тамбов 70 км.
- столицы Москва 461 км[3].

Климат
Климат умеренно континентальный. Зимняя средняя температура в самом холодном месяце январе составляет −11,1°, а в июле +20,2°С. Годовое количество осадков до 450 мм. В целом природно-климатические ресурсы и условия благоприятствуют развитию сельского хозяйства в данном регионе.

## История
Село Соколово упоминается в документах второй ревизии 1745 года. Вначале это была деревня, в которой жили однодворцы и крепостные крестьяне. Были в ней владения нескольких помещиков. Всего за последними числилось 420 душ крепостных, а в качестве однодворцев жили 26 человек .
В «Экономических примечаниях Кирсановского уезда» конца XVIII века, сказано, что селом «Никольское, Соколово тож», вместе с деревнями Михайловкой и Александровкой владел помещик, вероятно, по его имени и была названа деревня. Также владельцев крепостных была княжна Татьяна Михайловна Мещерякова и другие мелкие помещики. Всего домов в селе было 99, в которых проживало около тысячи человек .
В 1914 г. в селе Соколово проживало 2902 человека. В селе работали две школы — земская и церковно-приходская, была своя амбулатория и ветеринарная больница. При активном участии агронома Николая Григорьевича Соколова обустроен агрономический участок, работало Соколовское кредитное товарищество. Был в селе и культурный досуг. С октября 1894 г. епархиальная власть разрешила проводить в Соколове народные чтения, за которые лично отвечал законоучитель Соколовского училища священник И. Виноградов. Народные чтения стали продолжением литературных вечеров, которые ранее проводились в местной земской школе, а с 1892 года стали проходить систематично, благодаря родителям учеников, местной интеллигенции и другим заинтересованным лицам. Со временем чтения вышли за рамки школьной программы и стали публичными народными чтениями. Помещик Вальгардт приобрел для школы диапроектор (так называемый «волшебный фонарь»), он использовался на литературных вечерах и привлекал жителей села. В октябре 1895 года чтения в селе Соколово получили официальный статус .

## Население
| 2010 |
| ---- |
| 599  |

## Инфраструктура
В селе есть крестьянские и фермерские хозяйства (КФХ «Объедковых», КФХ «Пчёлка» ООО "Агрофирма «СОКОЛОВО»), работает сеть торговых и коммерческих услуг (ООО «ГЕРМЕС»), есть МБОУ СОКОЛОВСКАЯ СОШ, работает больница ТОГБУЗ «Соколовская участковая больница», предоставляются социальные и коммунальные услуги (ООО «РАЗВИТИЕ» и СОКОЛОВСКОЕ П/О).
В селе стоит памятник, посвященный Великой Отечественной войне — самоходная артиллерийская установка, рядом находится обелиск с именами воинов-односельчан, отдавших жизнь в боях за победу. С августа 2016 года возводится мемориал погибшим воинам, который должен быть закончен к 75-летию Дня Победы.
В селе Соколово есть местная религиозная организация Уваровской епархии Русской православной церкви — православный приход храма иконы Божией Матери «Спорительница хлебов».